# 木下利友
木下 利友（きのした としとも、生没年不詳）は、備中国足守藩の家老。
木下利祐の長男。通称は男也。子に木下利翼、渡辺周喬、小川幸之進。

## 生涯
安永2年（1773年）7月26日に家督を相続し、300石を給わるが、しばらくは父と同様に無役であった。寛政2年（1790年）5月27日に家老職助役となり、同5年（1793年）9月8日に家老見習となり、同8年（1796年）11月22日に家老本役となる。
木下利忠より利徳まで4代の藩主に仕え、その功績により、文化8年（1811年）5月15日に50石を加増された。